# Elektronisk fodlænke
En elektronisk fodlænke er en manchetlignende anordning som en dømt bærer om anklen. Formålet med en elektronisk fodlænke er at sørge for at den dømte kun bevæger sig inden for et mindre afgrænset geografisk område.
Elektronisk fodlænke er en intensiv overvågning med elektronisk kontrol. Teknikken består af en elektronisk sender, en modtager og en central computer, der overvåges døgnet rundt. Den dømte får senderen fastgjort til anklen og skal bære denne under hele afsoningen i hjemmet. Hvis den dømte fjerner sig mere end 25-40 meter fra modtageren i hjemmet, aktiveres alarmen. Det samme gælder, hvis senderen fjernes eller ødelægges.

## I Danmark
Fodlænke er en måde at afsone en ubetinget fængselsstraf på. Det vil sige, at der er tale om en afsoningsform og ikke om en selvstændig strafferetlig sanktion. 
Der findes i dag to typer fodlænkeafsoning i Danmark. For det første såkaldt "front door"-fodlænke, der indebærer, at den dømte afsoner hele sin straf på egen bopæl. For det andet såkaldt "back door"-fodlænke, der anvendes som led i udslusningen i forbindelse med fængselsstraf, sådan at den indsatte udstationeres til eget hjem med fodlænke i den sidste del af afsoningen.

### Front door-fodlænkeordningen
Efter straffuldbyrdelseslovens § 78 a, stk. 1, kan personer, der er idømt fængselsstraf i indtil 6 måneder, efter ansøgning meddeles tilladelse til, at straffen afsones i fodlænke efter reglerne i straffuldbyrdelseslovens §§ 78 b-78 f.
Betingelser
Tilladelse til strafudståelse på bopælen med fodlænke kan som udgangspunkt meddeles ved alle kriminalitetsformer. Efter straffuldbyrdelseslovens § 78 a, stk. 2, kan tilladelse dog ikke meddeles personer, der er idømt fængselsstraf i indtil 14 dage for overtrædelse af lovgivningen om våben og eksplosivstoffer, medmindre straffen tillige er idømt for overtrædelse af anden lovgivning, og den eller de skete overtrædelser af lovgivningen om våben og eksplosivstoffer ikke har været af væsentlig betydning for straffens længde. Tilladelse til at afsone i fodlænke kan efter straffuldbyrdelseslovens § 78 a, stk. 3, heller ikke meddeles personer, der er dømt for voldtægt efter straffelovens § 216 eller § 225, jf. § 216. 
Efter straffuldbyrdelseslovens § 78 b, stk. 1, kan tilladelse til afsoning i fodlænke meddeles, hvis 
1) den dømtes boligforhold er af en sådan beskaffenhed, at straffuldbyrdelse på bopælen kan gennemføres under intensiv overvågning og kontrol,
2) den dømtes beskæftigelsesforhold i form af arbejde, uddannelse eller lignende er af en sådan beskaffenhed, at straffuldbyrdelsen kan gennemføres under intensiv overvågning og kontrol, og
3) personer, der har samme bopæl som den dømte, og som er over 18 år, meddeler samtykke til, at straffen kan fuldbyrdes på den fælles bopæl.
Efter § 78 b, stk. 2, gælder beskæftigelseskravet i stk. 1, nr. 2, ikke for personer, der er idømt fængselsstraf i 30 dage eller derunder. Der kan endvidere dispenseres fra betingelsen i særlige tilfælde, hvor den dømt fængselsstraf i 30 dage eller derunder. Der kan endvidere dispenseres fra betingelsen i særlige tilfælde, hvor den dømtes beskæftigelsessituation taler for det.
Tilladelse til strafudståelse på bopælen nægtes meddelt, hvis særegne hensyn til retshåndhævelsen undtagelsesvis kræver dette, eller hvis denne fuldbyrdelsesform som følge af den dømtes forhold ikke findes hensigtsmæssig, herunder hvis der er grund til at antage, at den dømte ikke vil overholde de vilkår, som gælder for fuldbyrdelse på bopælen, jf. § 78 b, stk. 3.
Tilladelse nægtes også, hvis den dømte f.eks. på grund af et massivt alkoholmisbrug eller misbrug af euforiserende stoffer eller andre forbudte stoffer må antages at være ude af stand til at overholde de vilkår, der gælder for fodlænkeafsoning.
Efter straffuldbyrdelseslovens § 78 b, stk. 4-5, foretager kriminalforsorgen til brug for afgørelsen af, om den dømte opfylder betingelserne i § 78 b, stk. 1, nr. 1-3, en nærmere undersøgelse af den dømtes personlige forhold, herunder vedkommendes boligforhold, beskæftigelsesforhold samt fysiske og psykiske tilstand (egnethedsvurdering).
Vilkår og kontrol
Straffuldbyrdelseslovens § 78 c, stk. 1, nr. 1-8, indeholder en række obligatoriske vilkår. Den dømte må blandt andet ikke begå strafbare forhold, forlade sin bopæl uden for de af tilsynsmyndigheden fastsatte tidsrum eller indtage alkohol, euforiserende stoffer mv. Den dømte skal desuden undergive sig kriminalforsorgens tilsyn og kontrol, herunder elektronisk kontrol mv., og efterkomme pålæg fra tilsynsmyndigheden om at deltage i program, der har til formål at forbedre den pågældendes muligheder for fremover at leve en kriminalitetsfri tilværelse.
Der kan endvidere fastsættes andre vilkår, der findes hensigtsmæssige, herunder vilkår om, at den dømte underkaster sig en struktureret, kontrolleret alkoholistbehandling, jf. § 78 c, stk. 2. Hvis det i forbindelse med egnethedsundersøgelsen har vist sig, at den dømte har et behandlingskrævende alkoholmisbrug, skal der i tilladelsen som hovedregel fastsættes et vilkår om alkoholistbehandling. Som også nævnt ovenfor skal tilladelse som udgangspunkt dog nægtes, hvis den dømte f.eks. på grund af et massivt alkoholmisbrug eller misbrug af euforiserende stoffer mv. vurderes at være ude af stand til at overholde de fastsatte vilkår, straffuldbyrdelseslovens § 78 b, stk. 3.

### Back door-fodlænkeordningen
"Back door"-fodlænke anvendes som led i udslusningen i forbindelse med fængselsstraf, sådan at den indsatte udstationeres til eget hjem med fodlænke i den sidste del af afsoningen.
Betingelser
Det fremgår af straffuldbyrdelseslovens § 50 a, stk. 1, at kriminalforsorgen bestemmer, om indsatte, der er idømt tidsbestemt fængselsstraf i mere end 6 måneder, kan udstationeres til egen bopæl under intensiv overvågning og kontrol eller til udslusningsfængsel, når
1) en tredjedel af straffen er udstået,
2) der ikke skønnes at være risiko for misbrug af udstationeringen, og
3) hensynet til retshåndhævelsen ikke i øvrigt taler imod udstationering.
I vurderingen af misbrugsrisikoen og hensynet til retshåndhævelsen blandt andet vil skulle indgå kriminalitetens art og straffens længde, evt. tidligere straffe, evt. disciplinærsager under afsoning, udelukkelse fra fællesskab, overførsel fra åbent til lukket fængsel, stofmisbrug samt udgangsmisbrug med deraf følgende udgangskarantæne.
Efter straffuldbyrdelseslovens § 50 a, stk. 2, kan udstationering tidligst ske 8 måneder før forventet prøveløsladelse. Det er således en betingelse, at den indsatte forventes at kunne blive løsladt på prøve, jf. også § 50, stk. 1, i bekendtgørelse nr. 1754 af 21. december 2023 om udgang til indsatte, der udstår fængselsstraf eller forvaring i kriminalforsorgens institutioner (udgangsbekendtgørelsen).
Udstationering til egen bopæl med fodlænke forudsætter, at der er sikret den indsatte passende beskæftigelse og underhold, jf. straffuldbyrdelseslovens § 50 a, stk. 3. Udstationering til egen bopæl forudsætter desuden, at den indsattes boligforhold er af en sådan beskaffenhed, at udstationeringen kan gennemføres, og at personer over 18 år, der har samme bopæl som den indsatte, meddeler samtykke dertil, jf. straffuldbyrdelseslovens § 50 a, stk. 4.
Udstationering skal ske til egen bopæl med fodlænke, medmindre det vurderes mere formålstjenligt, at udstationering sker til et af kriminalforsorgens udslusningsfængsler. Eksempelvis kan der være tilfælde, hvor den indsatte ikke har egnet bopæl, eller hvor personer i indsattes husstand ikke vil give samtykke til, at der sker udstationering til egen bopæl med fodlænke. Det er ligeledes forudsat, at bestemmelsen skal anvendes i lyset af de kapacitetsmæssige forhold i kriminalforsorgen. Udstationering til udslusningsfængsel forudsætter således, at der er den fornødne kapacitet i et af kriminalforsorgens udslusningsfængsler.
Vilkår og kontrol
Udgangsbekendtgørelsens regler om udstationering til egen bopæl med fodlænke bygger i vidt omfang og med de fornødne tilpasninger på samme principper som reglerne i straffuldbyrdelseslovens §§ 78 c-78 f og bekendtgørelse om strafudståelse på bopælen for så vidt angår front door-ordningen.

### Økonomi
Udgifterne til ordningen kan med den angivne kapacitet på 150 elektronisk overvågede afsonere opgøres til:
Oversigt over drifts- og etableringsudgifter til 150 elektronisk overvågede afsonere
| Mio. kr.            | 2005 | 2006 | 2007 | 2008 |
| ------------------- | ---- | ---- | ---- | ---- |
| Etableringsudgifter | 20,8 | -    | -    | -    |
| Drift               | 19,5 | 39,0 | 39,0 | 39,0 |
| I alt               | 40,3 | 39,0 | 39,0 | 39,0 |